# Regino
Regino, född omkring 840, död 915 i Trier, var en tysk krönikeskrivare.
Regino var 892-899 abbot i Prüms kloster. Han författade en krönika (omfattande tiden från Kristi födelse till 906), "ett av de tidigaste försöken att sammanfatta världshistorien i en tämligen utförlig framställning" (Wilhelm Wattenbach). Krönikan utgavs av Georg Heinrich Pertz i "Monumenta Germaniæ" (I, 1826). Regino författade även arbeten av kyrkorättsligt och musikaliskt innehåll.